# Vörhenyes virágcincér
A vörhenyes virágcincér (Stictoleptura fulva) a cincérfélék családjába tartozó, Európában és Kis-Ázsiában honos, lombos fákon élő bogárfaj. 

## Megjelenése
A vörhenyes virágcincér hímjének testhossza 9,5-13 mm, a nőstény 10-16 mm-es. Az előhát hátulsó pereme jóval szélesebb az elsőnél; szárnyfedőinek oldalvonalai végig keskenyednek. Alapszíne fekete, szárnyfedői sárgásvörösek, a csúcsuk fekete. A szárnyfedők külső csúcsszöglete hegyes, varratszöglete tompa. Az előtor pontozása durva, de nem összefolyó, szőrei hosszúak, felállóak. A halánték a szemek mögött nagyon rövid és hirtelen elszűkül. A hímek hátulsó lábszára széles és lapos, külső éle erősen görbült, a végén csak 1 sarkantyú található. Az ötödik hasszelvény vége a hímeken mélyen kimetszett, és csaknem egész hosszában bemélyedt. 

## Elterjedése és életmódja
Dél- és Nyugat-Európában, valamint Kis-Ázsiában honos, az Ibériai-félszigettől a Kaukázusig. Magyarországon viszonylag ritka, a Kőszegi- és a Soproni-hegységből, valamint Zala megyéből és Budapest környékéről ismert. 
Lárvája különféle lombos fák (tölgy, nyár, fűz, stb.) korhadó törzsében, ágaiban él. Fejlődése két évig tart. Az imágó júniustól augusztusig rajzik. Nappal aktív, többnyire virágokon (cickafark, szeder, stb.) tartózkodik.   

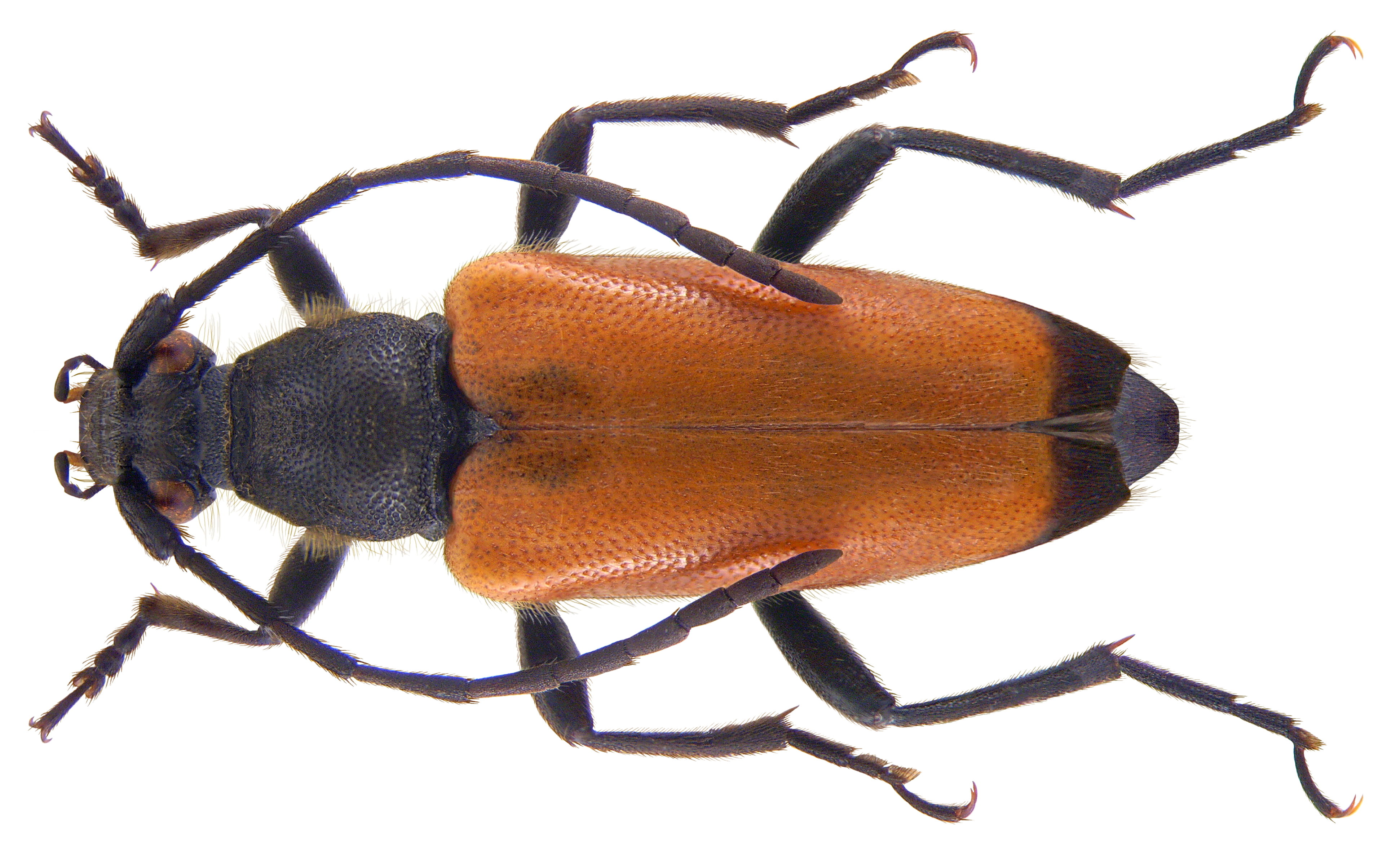
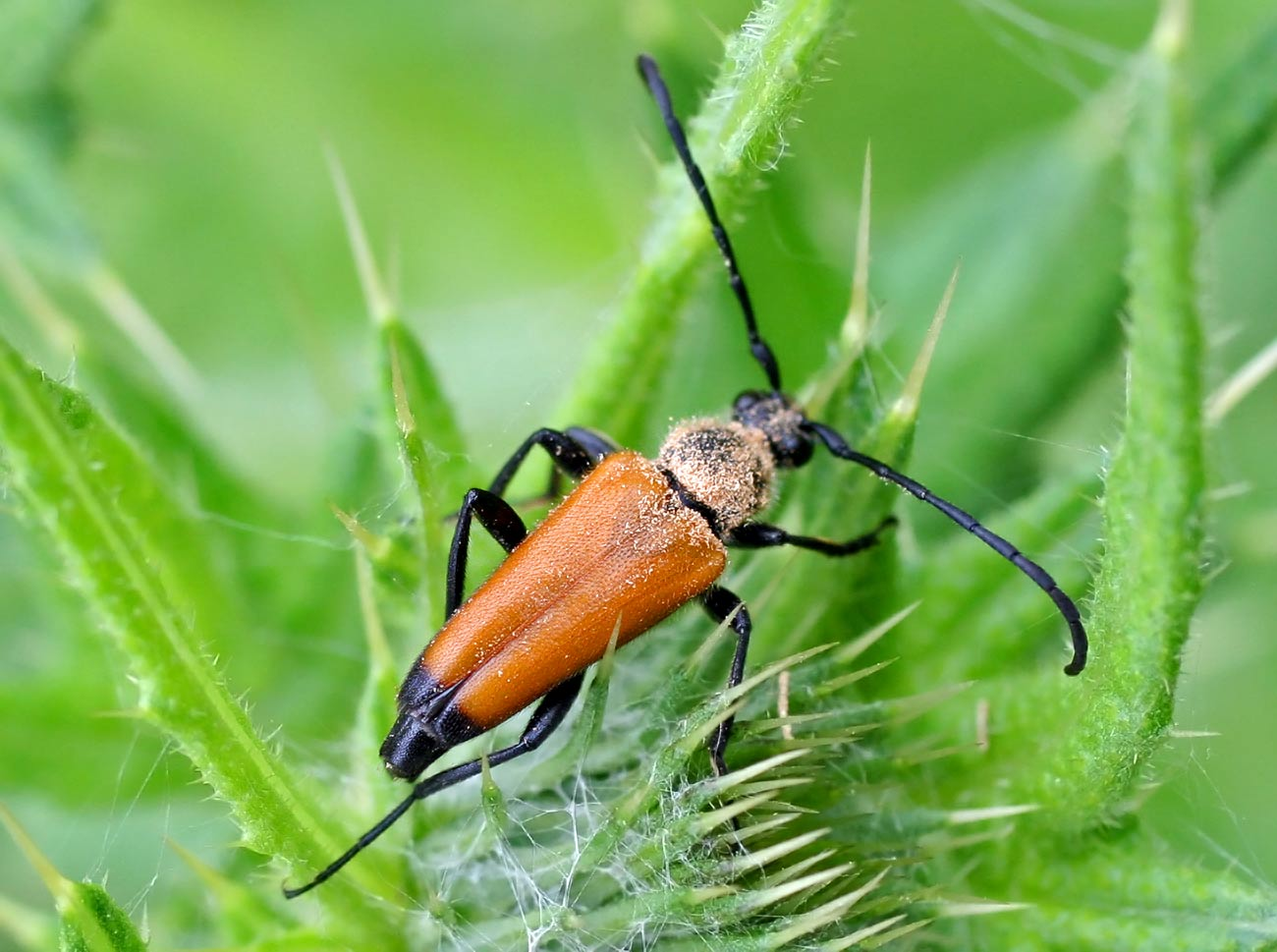
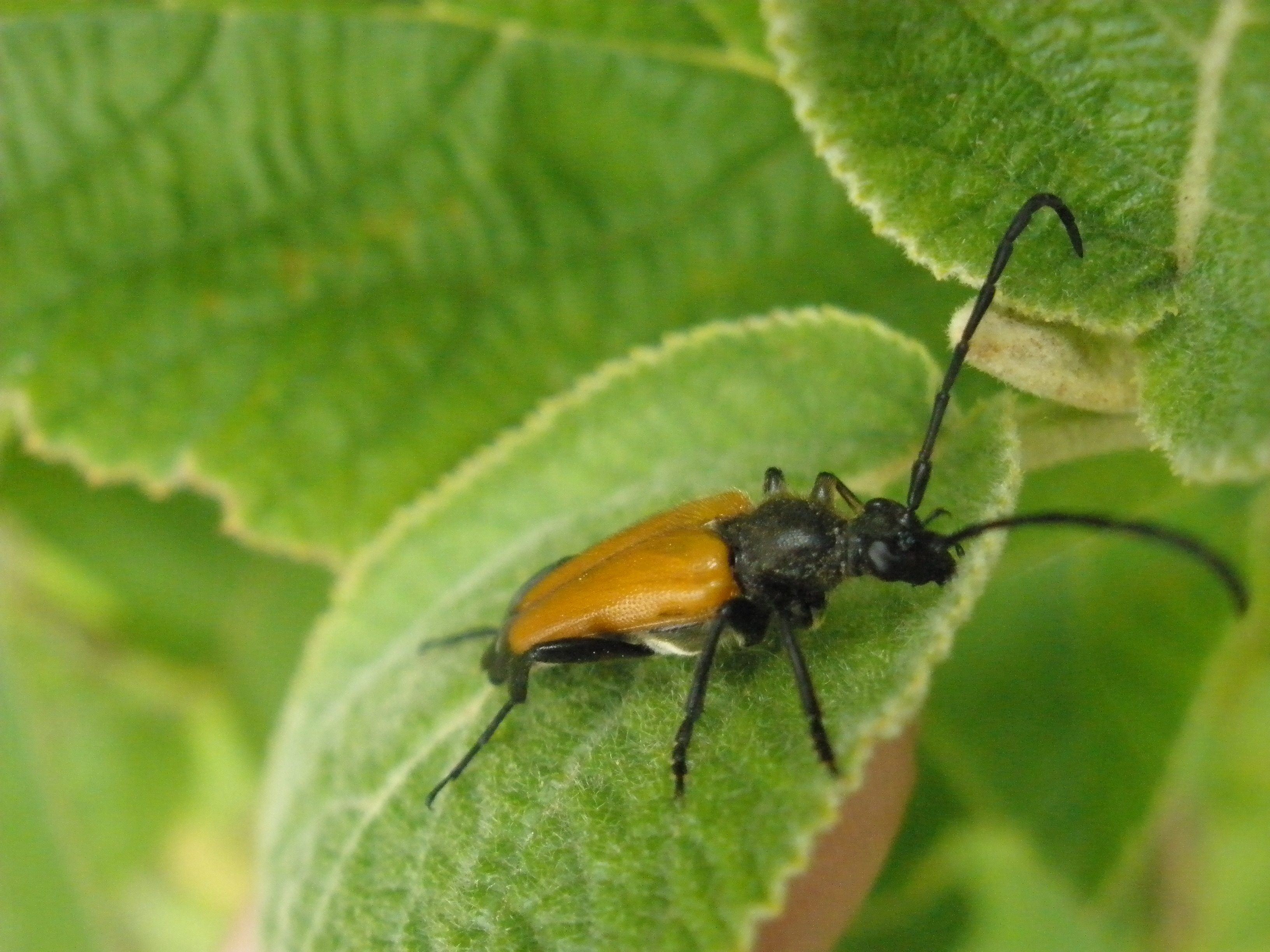
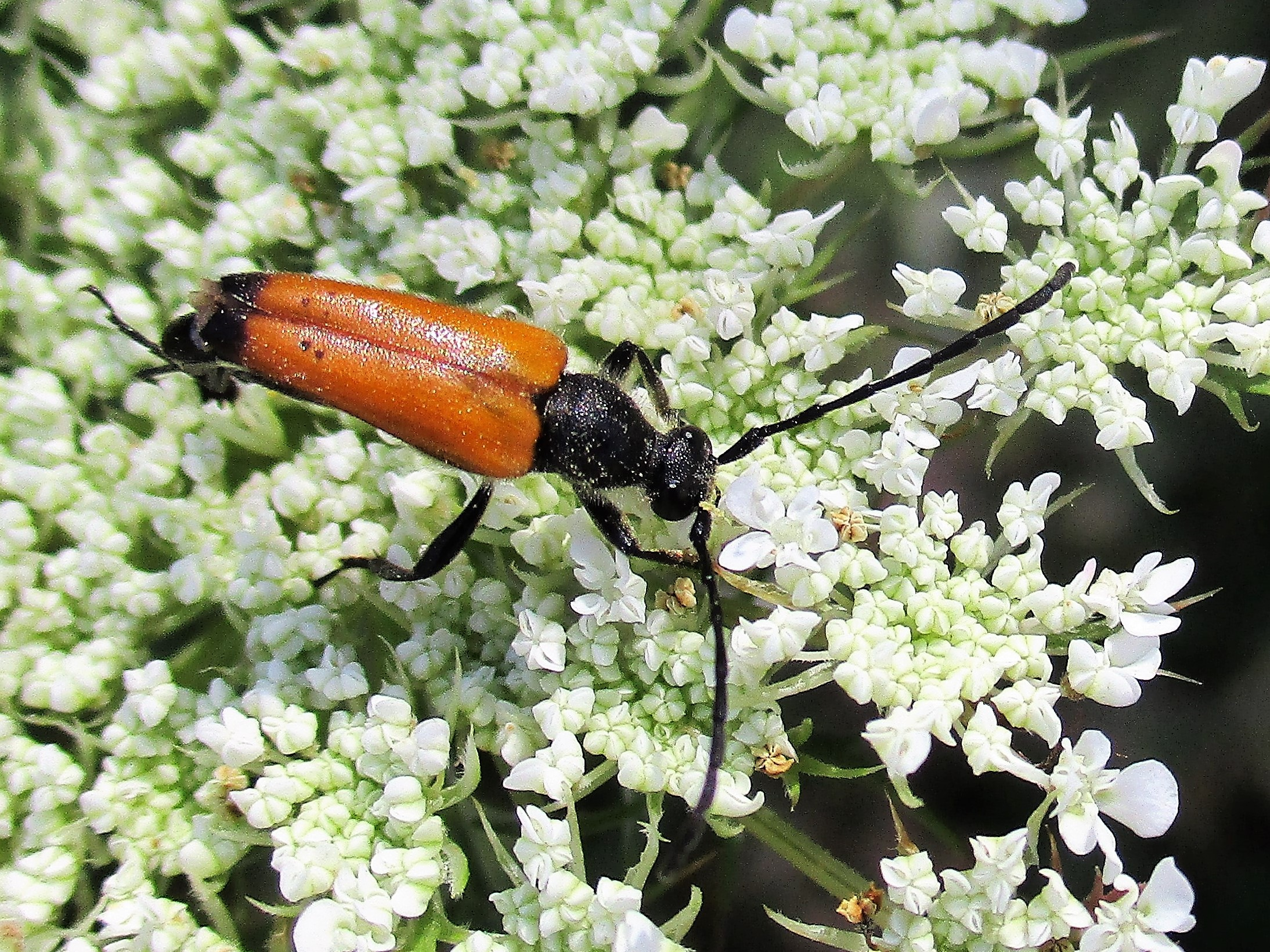
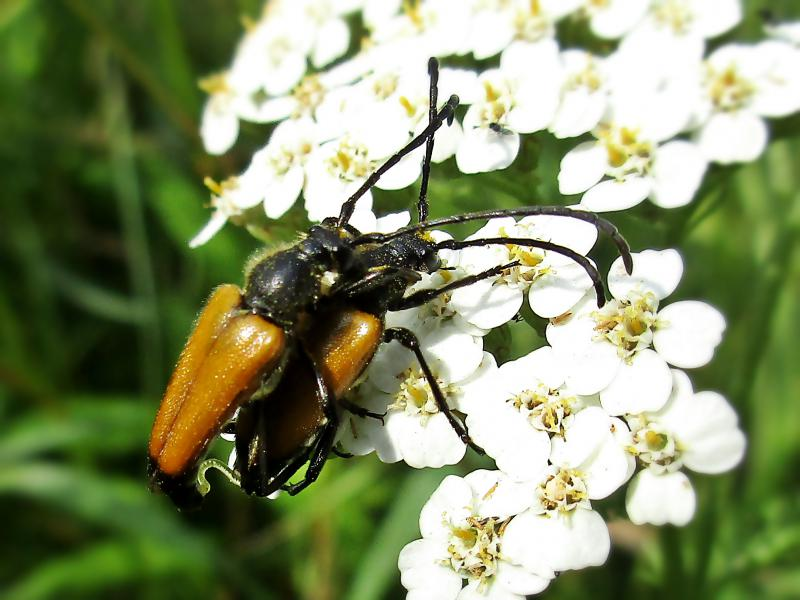

Magyarországon nem védett.